# آرتورو واسکس آیالا
آرتورو واسکس آیالا (اسپانیایی: Arturo Vázquez Ayala‎؛ زادهٔ ۲۶ ژوئن ۱۹۴۹) بازیکن فوتبال اهل مکزیک بود.
از باشگاه‌هایی که در آن بازی کرده‌است می‌توان به باشگاه فوتبال گوادالاخارا و باشگاه فوتبال اونیورسیداد ناسیونال اشاره کرد.
وی همچنین در تیم ملی فوتبال مکزیک بازی کرده‌است.